# Croce Rossa norvegese

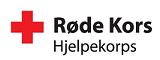
Il logo del Corpo dei Soccorritori ("Hjelpekorps") della Norges Røde Kors, la Croce Rossa norvegese.

La Croce Rossa norvegese è la società nazionale di Croce Rossa del Regno di Norvegia, stato dell'Europa settentrionale situato nella parte occidentale della Scandinavia. La Croce Rossa norvegese è stata una delle prime associazioni nazionali della Croce Rossa. La società nazionale al momento conta 150.000 membri in vari settori.

## Denominazione ufficiale
- Norges Røde Kors, in lingua norvegese, idioma ufficiale del paese.  Il logo riporta semplicemente Røde Kors (Croce Rossa).
- Norwegian Red Cross, in lingua inglese, utilizzata internazionalmente.

## Storia
La Croce Rossa norvegese fu fondata il 22 settembre 1865 dal primo ministro Frederik Stang. Nel 1907 il Ministero della Difesa norvegese autorizzò la Società a svolgere attività di soccorso sanitario in teatro di guerra.

## Organizzazione
Il territorio è affidato a 19 Landsrådene ("Commissioni territoriali") la cui area di competenza corrisponde a quella delle 19 fylker, ovvero le contee norvegesi.